# Fièvre sur Anatahan
Pour plus de détails, voir Fiche technique et Distribution.
Fièvre sur Anatahan (Anatahan, The Saga of Anatahan) est un film japonais écrit et réalisé par Josef von Sternberg, sorti en 1953.

## Synopsis
En juin 1944, un groupe de soldats japonais naufragés se retrouve sur une île presque déserte du Pacifique, Anatahan, habitée uniquement par un Japonais, Kusakabe, gardien d'une plantation abandonnée, et une jeune femme japonaise, Keiko, sa compagne. Très vite, les hommes s'affrontent avec violence pour posséder la femme, la « reine des abeilles », qui passe désormais d'un homme à un autre. Lorsque leur parvient la nouvelle de la défaite japonaise, ils refusent de l'admettre, croyant à une ruse ennemie, et les années passent. La femme finit par s'enfuir, et fait parvenir aux rescapés des lettres de leurs familles. Convaincus, ils acceptent enfin la défaite, et en 1951, les survivants rentrent au Japon.

## Fiche technique
- Titre original : Anatahan, The Saga of Anatahan
- Titre français : Fièvre sur Anatahan
- Réalisation : Josef von Sternberg
- Scénario : Josef von Sternberg, d'après le livre Anatahan de Michiro Maruyama[1]
- Dialogues japonais : Tatsuo Asano
- Photographie : Josef von Sternberg et Kōzō Okazaki
- Décors : Takashi Kono
- Son : Hisashi Kase
- Montage : Mitsuzô Miyata
- Musique : Akira Ifukube
- Production : Kazuo Takimura, Nagamasa Kawakita, Yoshio Osawa, Josef von Sternberg
- Société de production : Daiwa
- Pays d'origine :  Japon
- Format : Noir et blanc - 35 mm - 1,37:1
- Genre : drame, guerre
- Durée : 92 minutes
- Dates de sortie :
  - Japon : 28 juin 1953
  - États-Unis : 17 mai 1954
  - France : 7 mars 1956

## Distribution
- Akemi Negishi : Keiko, la « reine des abeilles »
- Tadashi Suganuma : Kusakabe
- Kisaburo Sawamura : Kuroda
- Shôji Nakayama : Nishio
- Jun Fujikawa : Yoshisato
- Hiroshi Kondô : Yanaginuma
- Shozo Miyashita : Sennami
- Tsuruemon Bando : Doi
- Kikuji Onoe : Kaneda
- Rokuriro Kineya : Marui
- Daijiro Tamura : Kanzaki
- Takeshi Suzuki : Takahashi
- Shiro Amikura : Amanuma
- Chizuru Kitagawa
- Josef von Sternberg : la voix du narrateur (non crédité)

## Autour du film
Le film est l'adaptation d'une histoire authentique, racontée par l'un des survivants, Michiro Maruyama, dans le livre Anatahan,.

## Appréciation critique
« De l'aquarium du générique à la montagne sacrée du dernier plan, toute l'œuvre de Sternberg est contenue dans le film, avec sa cruauté douce, sa moiteur, sa lumière. On trouve peu d'exemples dans l'histoire du cinéma de films conjuguant une aussi grande audace à une maîtrise technique aussi exceptionnelle. Avec Anatahan, Sternberg achève de se placer délibérément en marge. Film de solitaire, Fièvre sur Anatahan est un film unique. »

— Pascal Mérigeau, Josef Von Sternberg, Edilig, 1983